# All of the Lights
Singles par Kanye West
H•A•M
(2011) E.T.
(2011)
Singles par Rihanna
Raining Men
(2010) S&M
(2011)
All of the Lights est une chanson de Kanye West, 4e single extrait de son 5e album studio, My Beautiful Dark Twisted Fantasy. Elle contient des apparitions de Rihanna, Kid Cudi, John Legend, The-Dream, Ryan Leslie, Tony Williams, Charlie Wilson, Elly Jackson de La Roux, Alicia Keys, Fergie, Alvin Fields, Ken Lewis et Elton John.

## Clip
Bien que All of the Lights fasse partie du long clip de 35 minutes de Runaway, une vidéo a été tournée en janvier 2011 et réalisée, par Hype Williams, qui avait déjà collaboré avec Kanye à plusieurs reprises. Kanye y apparaît aux côtés de Rihanna et Kid Cudi mais les autres artistes ayant participé à l'enregistrement du morceau sont absents. Dans la version de la chanson utilisée pour le clip, le couplet de Fergie a été enlevé.
La vidéo est publiée sur Internet le 19 février 2011.
Le clip contient plusieurs références visuelles au film Enter the Void de Gaspar Noé. Peu de temps après la parution du clip, une rumeur d'accusation de plagiat voit le jour.

## Classement
| Classement (2011)           | Meilleure position |
| --------------------------- | ------------------ |
| Australie (ARIA)            | 29                 |
| Nouvelle-Zélande (RIANZ)    | 28                 |
| UK Singles Chart            | 17                 |
| Royaume-Uni (UK R&B Chart)  | 35                 |
| Billboard Hot 100           | 55                 |
| Billboard R&B/Hip-Hop Songs | 25                 |
| Billboard Rap Songs         | 9                  |